# HSC Max
HSC Max er en katamaranfærge, der er bygget på Incat i Tasmanien i 1998. Den var en af de første hurtigfærger i Danmark og sejlede på ruterne Odden-Aarhus og Odden-Ebeltoft. Senere blev den overført til Rønne-Ystad for Bornholmslinjen, men også som afløser på Molslinjen. Den har en CO2-udledning på omkring 250 kg/km. Stigende omkostninger gjorde driften uøkonomisk, og Molslinjen solgte Max i 2024 til SeaJets-rederiet i Middelhavet.